# Clàssica Comunitat Valenciana 1969 - Gran Premio Valencia 2025
La Clàssica Comunitat Valenciana 1969 - Gran Premio Valencia 2025, quarantunesima edizione della corsa e valida come evento dell'UCI Europe Tour 2025 categoria 1.1, si svolse il 26 gennaio 2025 su un percorso di 184 km, con partenza da Valencia e arrivo a La Nucia, in Spagna. La vittoria fu appannaggio dello svizzero Marc Hirschi, il quale completò il percorso in 4h26'31", alla media di 41,423 km/h, precedendo l'italiano Christian Scaroni e il portoghese António Morgado.
Sul traguardo di La Nucia 143 ciclisti, dei 154 partiti da Valencia, portarono a termine la competizione.

## Squadre e corridori partecipanti
| N.      | Cod. | Squadra                |
| ------- | ---- | ---------------------- |
| 1-7     | JAY  | Team Jayco AlUla       |
| 11-17   | UAD  | UAE Team Emirates      |
| 21-27   | MOV  | Movistar Team          |
| 31-37   | TBV  | Bahrain Victorious     |
| 41-47   | XAT  | XDS Astana Team        |
| 51-57   | GFC  | Groupama-FDJ           |
| 61-67   | COF  | Cofidis                |
| 71-77   | ARK  | Arkéa-B&B Hotels       |
| 81-87   | CJR  | Caja Rural-Seguros RGA |
| 91-97   | BBH  | Burgos-Burpellet-BH    |
| 101-107 | EKP  | Equipo Kern Pharma     |

| N.      | Cod. | Squadra                    |
| ------- | ---- | -------------------------- |
| 111-117 | EUS  | Euskaltel-Euskadi          |
| 121-127 | LOT  | Lotto                      |
| 131-137 | TEN  | TotalEnergies              |
| 141-147 | PTV  | Team Polti VisitMalta      |
| 151-157 | TUD  | Tudor Pro Cycling Team     |
| 161-167 | VFG  | VF Group-Bardiani CSF      |
| 171-177 | LTF  | Lidl-Trek Future Racing    |
| 181-187 | SAT  | Sabgal-Anicolor            |
| 191-197 | VRR  | Van Rysel-Roubaix          |
| 201-207 | IBA  | Illes Balears Arabay       |
| 211-217 | NMC  | Nice Métropole Côte d'Azur |

## Ordine d'arrivo (Top 10)
| Pos. | Corridore            | Squadra  | Tempo    |
| ---- | -------------------- | -------- | -------- |
| 1    | Marc Hirschi         | Tudor    | 4h26'31" |
| 2    | Christian Scaroni    | XDS      | a 2"     |
| 3    | António Morgado      | UAE      | a 7"     |
| 4    | Santiago Buitrago    | Bahrain  | s.t.     |
| 5    | Jan Christen         | UAE      | a 25"    |
| 6    | Anthon Charmig       | XDS      | a 26"    |
| 7    | Clément Champoussin  | XDS      | s.t.     |
| 8    | Alessandro Pinarello | VF Group | s.t.     |
| 9    | Jack Haig            | Bahrain  | s.t.     |
| 10   | Davide Piganzoli     | Polti    | s.t.     |